# Загає-Дембянські
Загає-Дембянські (пол. Zagaje Dębiańskie) — село в Польщі, у гміні Дзялошиці Піньчовського повіту Свентокшиського воєводства.
Населення — 53 особи (2011).
У 1975-1998 роках село належало до Келецького воєводства.

## Демографія
Демографічна структура на день 31 березня 2011 року:
|          | Загалом | Допрацездатний вік | Працездатний вік | Постпрацездатний вік |
| -------- | ------- | ------------------ | ---------------- | -------------------- |
| Чоловіки | 31      | 3                  | 24               | 4                    |
| Жінки    | 22      | 6                  | 13               | 3                    |
| Разом    | 53      | 9                  | 37               | 7                    |